# The Place of Honeymoons
The Place of Honeymoons er en amerikansk stumfilm fra 1920 af Kenean Buel.

## Medvirkende
- Emily Stevens som Nora Harrigan
- Frankie Mann som Celeste Furnier
- Joseph Selman som Michael
- Mabel Bardine som Flora Desimone
- Herbert Evans som Herr Rosen
- Montagu Love som Edward Courtlandt
- Charles Coleman som Jimmie Harrigan
- Edward Cullen som Donald Abbott
- Harry Guy Carleton som Wester
- Anonia Petrucelli som Barone Galli
- Mabel Whitcomb